# Schaesberg

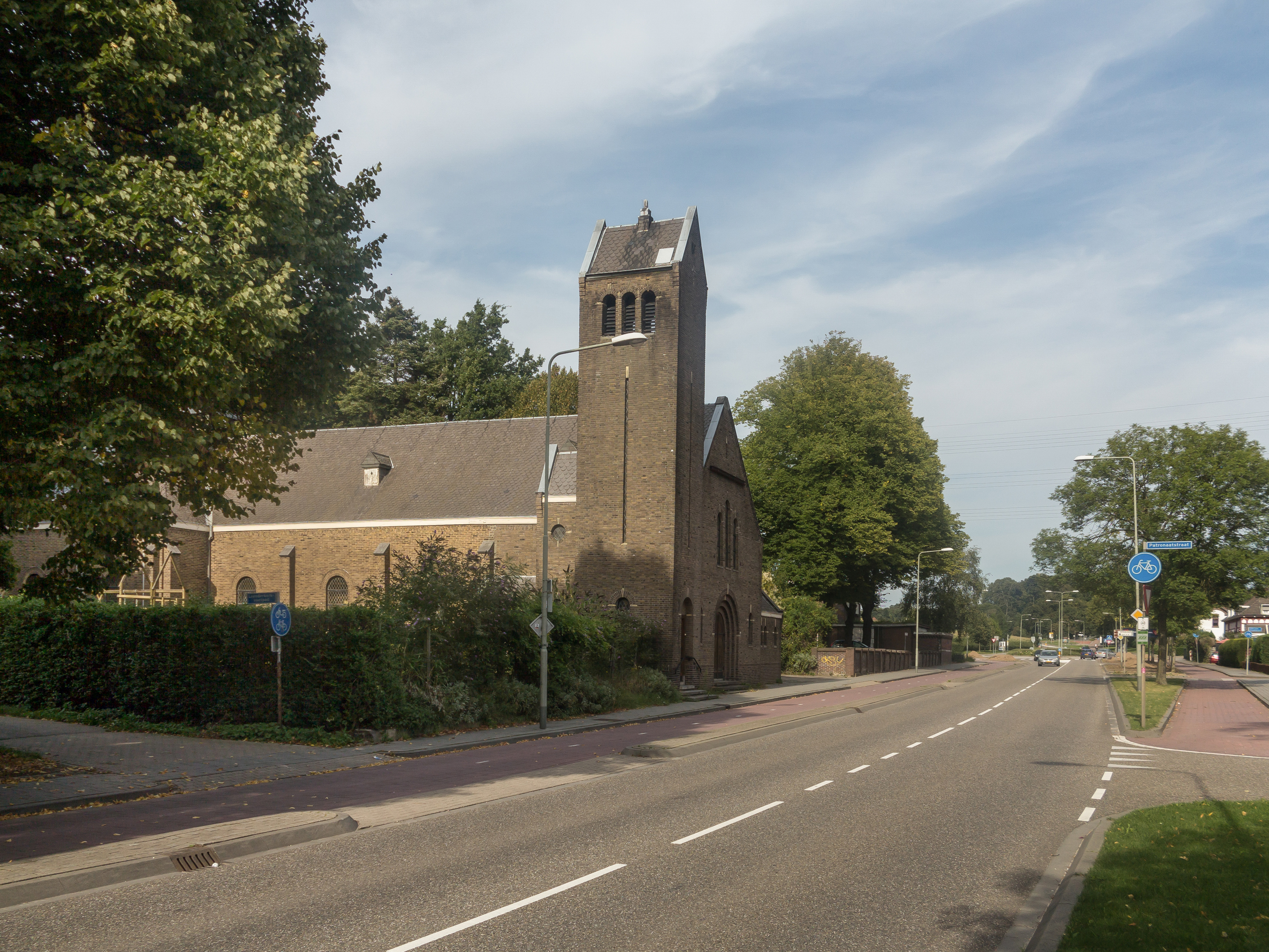
Schaesberg, église: de Onze-Lieve-Vrouw van de berg Carmelkerk

Schaesberg est un village situé dans la commune néerlandaise de Landgraaf, dans la province du Limbourg. Le 1er janvier 2007, le village comptait 3 730 habitants.

## Histoire
Schaesberg a été une commune indépendante jusqu'au 1er janvier 1982. À cette date, elle est fusionne avec Nieuwenhagen et Ubach over Worms pour former la nouvelle commune de Landgraaf.